# Mariner 2
Mariner 2, ou Mariner-Venus 1962, ou parfois Mariner R-2, est une sonde spatiale de la NASA ayant survolé la planète Vénus. Elle est la première à réussir sa mission dans le programme Mariner. Mariner 1, dont elle est la copie, est détruite au lancement un mois auparavant. Elle est également la première sonde à survoler avec succès une autre planète, la sonde soviétique Venera 1 lancée en 1961 étant devenue muette peu après son lancement. La NASA choisit de mettre à l'écart la troisième sonde spatiale de la série (Mariner R-3) prévue pour la période de lancement de 1964.

## Contexte: le programme Mariner
Peu après la création de l'agence spatiale américaine, la NASA, le 29 juillet 1958, le laboratoire de recherche californien du Jet Propulsion Laboratory (JPL) qui développe jusque là des missiles balistiques rejoint la NASA en octobre 1958. Le JPL se spécialise dans la réalisation des missions robotiques d'exploration du Système solaire. Dès le départ, les dirigeants du JPL souhaitent lancer des missions vers les planètes inférieures (Mars, Vénus) mais pour répondre aux attentes de la NASA, il prend en charge deux programmes d'exploration de la Lune : le programme Ranger et le programme Surveyor. La NASA lance au début de 1961 le programme Mariner dont l'objectif est l'exploration des planètes inférieures. Il s'agit de développer des véhicules spatiaux beaucoup plus complexes que les précédents avec une masse atteignant environ 500 kilogrammes. Pour les placer en orbite, le JPL commence à développer un étage supérieur pour un lanceur, baptisé Vega. Mais la NASA, quelques mois après avoir donné son feu vert à ces travaux, décide en 1959 de revenir sur sa décision, car elle décide d'utiliser les deux étages supérieurs que l'United States Air Force développe de son côté : le premier est l'étage Agena qui vient tout juste d'effectuer son premier vol, le second est l'étage Centaur, dont le premier vol est prévu en 1962. Les ingénieurs du JPL décident de développer une première sonde spatiale Mariner A, qui doit survoler la planète Vénus en 1962 et une sonde spatiale plus complexe, Mariner B, qui doit effectuer le premier survol de Mars en 1964. Ces sondes utilisent, pour la première fois depuis le début de l'ère spatiale, une combinaison d'ergols très performante hydrogène liquide/oxygène liquide, qui doit permettre de lancer les sondes spatiales Mariner. Mais la mise au point de l'étage Centaur s'avère difficile et au cours de l'été 1961, l'USAF annonce que la date de son premier vol est repoussé et que l'étage ne sera de toute façon pas prêt pour la fenêtre de lancement de 1962. Pour la première mission Mariner, le JPL est contraint d'utiliser l'étage Agena, beaucoup moins puissant. Le projet de la sonde Mariner A est annulé et remplacé par une version hybride de la sonde Mariner originale et des sondes lunaires Ranger du Block I (d'où la dénomination « Mariner R »), qui doit être lancée par un lanceur Atlas-D avec un second étage Agena allégé. Les objectifs de la mission s'en trouvent diminués.

## Développement de la sondeMariner 2
En une semaine, la conception de la sonde spatiale est complètement revue pour pouvoir réduire sa masse des deux tiers. L'équipe de projet dispose de moins de un an pour mettre au point la sonde spatiale. Celle-ci doit être stabilisée sur trois axes - une première pour une sonde spatiale - pour qu'une correction de trajectoire puisse être effectuée au cours de son transit vers Vénus et qu'elle puisse survoler suffisamment près la planète pour collecter des données scientifiques significatives. Les responsables du projet décident de construire deux sondes spatiales jumelles (Mariner 1 et Mariner 2) ainsi qu'un exemplaire pour pièces de rechange et après le lancement pour permettre de reconstituer des comportements anormaux constatés en cours de mission.
À l'époque, le JPL emploie environ 2 200 personnes. Ces personnes travaillent souvent en parallèle sur plusieurs projets. Environ 250 employés du JPL travaillent sur le projet ainsi que 34 sous-traitants et près de 1 000 fournisseurs de pièces détachées. Le coût de développement de Mariner 1 et Mariner 2 s'élève à 47 millions de dollars américains, une somme importante pour l'époque mais qui sera largement dépassée par les projets suivants.
La mission doit répondre à d'importantes attentes scientifiques. La première concerne la planète Vénus. Dans les années 1950, l'hypothèse d'une planète Vénus plus chaude que la Terre mais habitable est considérée comme la plus probable. Mais des mesures effectuées à l'aide d'instruments terrestres à la fin des années 1950 semblent indiquer que l'atmosphère est dépourvue d'oxygène et de vapeur d'eau et que la température s'élève à plusieurs centaines de degrés Celsius. La deuxième interrogation concerne l'existence du vent solaire (un flux de particules (protons, …) émis par le Soleil) imaginé par Eugene Parker un astrophysicien de Caltech. Initialement, la sonde spatiale de 202 kg ne peut emporter que 11 kg d'instrumentation mais ce poids est finalement porté à 21 kg. La sonde spatiale emporte un instrument qui doit confirmer la présence du vent solaire, un radiomètre infrarouge, un instrument de mesure des particules à haute énergie, un détecteur de poussières cosmiques, un instrument destiné à mesurer les ceintures de radiation, un magnétomètre et un radiomètre micro-onde destiné à confirmer la température relevée depuis la Terre. À la suite de débats, il est décidé de n'emporter aucune caméra car aucun objectif scientifique ne peut lui être associée. Plusieurs de ces instruments sont développés directement par des membres du JPL et la NASA ne parvient pas à s'y opposer compte tenu du peu de temps disponible pour leur mise au point.

### Caractéristiques techniques

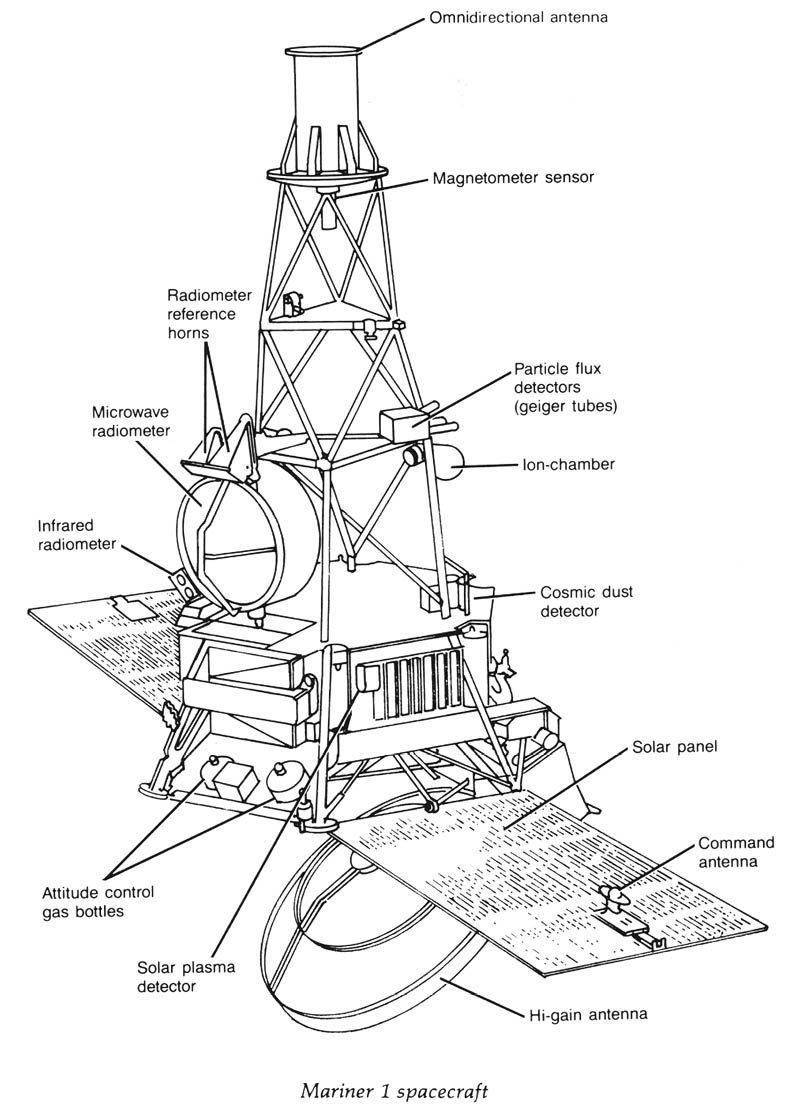
Le diagramme des sondes Mariner 1 et Mariner 2.

La sonde est constituée d'une plate-forme hexagonale en aluminium et magnésium de 104 cm de diamètre par 36 cm de hauteur, sur laquelle sont fixés les panneaux solaires, l'antenne et un mât d'instruments. Les faces du châssis hexagonal sont des compartiments abritant les équipements électroniques.
Le système d'alimentation de Mariner 1 est constitué des deux ailes de plus de 10 000 cellules photovoltaïques, l'une de 183 cm sur 76 cm et l'autre de 152 cm sur 76 cm (avec une extension en dacron de 31 cm (une voile solaire) servant à équilibrer la pression de rayonnement sur les panneaux solaires), qui alimentent la sonde spatiale directement ou rechargée avec un accumulateur argent-zinc à cellules d'argent de 1 000 watts-heures, qui doit être utilisée avant le déploiement des panneaux solaires, lorsque les panneaux ne sont pas éclairés par le Soleil et que la charge demandée est lourde (commandes pyrotechniques)). Un dispositif de commutation de puissance et de régulateur de surpression contrôle le flux de puissance. Les panneaux solaires lui confèrent une envergure totale de 5,05 mètres.
Les précédentes sondes spatiales américaines naviguaient en attitude libre (telles celles du programme Vanguard pour des missions à courte distance) ou stabilisées par rotation (Pioneer 4). Certains besoins essentiels de la mission, tels que la communication directionnelle (économie de puissance et donc de panneaux solaires), la correction de trajectoire et la nature des observations scientifiques, imposent de doter la sonde d'un contrôle d'attitude stable.
Ce contrôle d'attitude est réalisé par dix jets d'azote froid. Il est asservi en tangage et lacet par un pointeur solaire maintenant la sonde face au Soleil. Un pointeur vers la Terre monté sur l'antenne parabolique ajuste le roulis.
L'autre innovation astronautique majeure est la capacité de manœuvres de correction de trajectoire. Afin d'ajuster la distance et la date du survol de la planète Vénus (la sonde doit alors être visible depuis la station de communications de Goldstone, en Californie), un moteur permet de corriger à mi-parcours l'imprécision de l'injection. Monté dans l'axe de roulis sur la face opposée au mât, ce propulseur à monergol d'hydrazine anhydre de 225 N de poussée et de 232 secondes d'impulsion spécifique a une capacité de correction de 61 m/s. Le fonctionnement étant commandé par des valves pyrotechniques, la sonde ne peut effectuer qu'une seule manœuvre au cours de la mission.
Les systèmes de communication sont composés de trois sortes d'antennes. Une antenne omnidirectionnelle montée au sommet du mât sert dans les phases où la sonde n'est pas correctement orientée (lancement et manœuvre). Une antenne parabolique de 1,20 m montée sur un bras articulé à la base de l'hexagone assure une meilleure qualité des communications à grande distance quand la Terre est correctement alignée. L'articulation est incrémentée périodiquement ou par télécommande. Les communications sont transmises à 331⁄3 bit/s (après le lancement) ou 81⁄3 bit/s (à partir du deuxième jour de mission). Une petite antenne sur chaque face d'un des panneaux solaires sert à la réception de télécommandes à 1 bit/s. La sonde ne disposant pas d'enregistreur, elle doit commuter continuellement entre la télémétrie et les données scientifiques, sauf pendant le survol de Vénus où les communications sont entièrement dévolues aux observations scientifiques.
La température est maîtrisée par des isolations thermiques, par l'émissivité des diverses surfaces et, sur une des faces du châssis, régulée par une persienne mobile commandée par un bilame.
La sonde est stérilisée afin de limiter le risque de contamination en cas de collision avec l'objectif. Cette précaution n'est pas jugée importante pour une mission vers la planète Vénus, mais elle doit devenir indispensable pour les missions vers la planète Mars ultérieures. La stérilisation est opérée dans la seule optique de développer cette technique encore neuve.

### Instruments scientifiques
La sonde spatiale Mariner 2 est équipé d'une instrumentation identique à celui de son prédécesseur la sonde spatiale Mariner 1. La masse initialement allouée aux instruments est de 18 kg. Elle est finalement de 22,4 kg sur un total de 203,6 kg. La sonde doit opérer dans une température croissante et d'ampleur alors mal connue. Les instruments doivent donc être robustes mais aussi pouvoir se « réétalonner » périodiquement selon leur sensibilité à la température. Les deux radiomètres ne sont utilisés qu'au voisinage de la planète Vénus, les autres servent pendant toute la mission.
La liste suivante des instruments est donnée dans l'ordre de priorité des objectifs scientifiques. La sonde spatiale a huit instruments :

#### Radiomètre micro-onde
Le radiomètre micro-onde (Microwave Radiometer) est un instrument monté sur la base hexagonale de la sonde, et permet d’obtenir des données sur le rayonnement de la planète Vénus. L'étalonnage de l'instrument s'effectue automatiquement pendant le vol. La différence d'intensité du signal entre l'espace et Vénus donne l'amplitude réelle du rayonnement de la planète. Ce détecteur est constitué d'une antenne parabolique striée de 50,8 cm de diamètre. Les stries évitent qu'elle ne focalise accidentellement le rayonnement visible ou infrarouge du Soleil sur son foyer, leur taille permet néanmoins la focalisation des micro-ondes. Au foyer, un diplexeur envoie le signal dans deux guides d'ondes menant vers deux chaînes de mesure dans les bandes 19 et 13,5 mm. La bande de 19 mm est capable de pénétrer en profondeur dans l'atmosphère et presque d'atteindre la surface de Vénus. La bande de 13,5 mm est une des raies d'absorption de la vapeur d'eau, dont on peut ainsi détecter la présence. Dans la version Mariner A, cet instrument doit fonctionner sur 4 canaux et observer les radiations à 8 et 4 mm pour discriminer l'influence de la vapeur d'eau dans le spectre observé.
Les deux cornets sont fixés sur le bord de l'antenne et pointant à 60° de son axe le plus sensible, les deux cornets collectent le rayonnement de l'espace, fournissant ainsi une référence pour chaque bande observée. En intégrant alternativement l'observation et la référence, les détecteurs peuvent mesurer la température du point visé par l'antenne sans incidence de la température des organes de l'instrument (radiomètre de Dicke). Tous les 4 jours, un tube à décharge injecte dans les détecteurs un bruit calibré permettant l'étalonnage du radiomètre. L'instrument est monté sur un pivot motorisé lui permettant une oscillation de ± 60° à deux vitesses. La rotation et sa vitesse étant commandées directement par le signal reçu, l'instrument doit pouvoir trouver rapidement la position de la planète Vénus et ne pas balayer l'espace autour. Les mesures sont effectuées durant la période de 30 minutes autour du point le plus proche de Vénus.
Lors de la rencontre avec Vénus, l'antenne motorisée effectue des balayages verticaux de 120° d'arc à 0,1 °/s. Le balayage latéral est dû à la trajectoire de la sonde. À cause de vibrations excessives au lancement qui détériorent la protection thermique de l'instrument, ce dispositif de balayage ne fonctionne pas correctement et le survol ne fournit que 20% des mesures espérées.

#### Radiomètre infrarouge

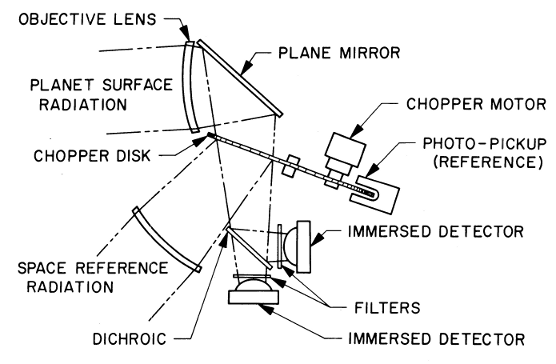
Un schéma de principe du radiomètre infrarouge.

Le radiomètre infrarouge (Infrared Radiometer) est un instrument est conçu avec la collaboration de Carl Sagan, il est monté sur la platine oscillante du radiomètre micro-onde et observe dans la même direction que l'axe de la parabole. Il comporte deux lentilles : une pointant dans la direction d'observation et une pointant sur le vide spatial, servant de référence. L'alternance mesure/référence est réalisée par un disque interrupteur en rotation.
Le signal passe par un diviseur de faisceau dichroïque, chaque faisceau passe par un filtre dichroïque avant d'être capté par un bolomètre. Ces deux capteurs permettent de mesurer le signal dans les bandes 8-9 µm et 10-10,8 µm. La première est insensible à l'absorption par le dioxyde de carbone tandis que l'autre subit une absorption maximale. Cette double mesure permet de détecter d'éventuelles trouées dans la couverture nuageuse de Vénus.
L'étalonnage se fait lorsque la platine oscillante est dans une des positions extrêmes : la lentille d'observation vise le vide spatial tandis que la lentille de référence vise une plaque fixée aux structures de la sonde spatiale et dont la température est connue.

#### Magnétomètre à fluxgate à trois axes
Le magnétomètre à fluxgate à trois axes (Three-axis Fluxgate Magnetometer) est un instrument composé de trois magnétomètres à entrefer orientés suivant trois axes orthogonaux. En plus du champ magnétique ambiant, il mesure aussi celui de la sonde. Pour cette raison, il est situé au sommet du mât afin de n'être que peu perturbé par le fonctionnement du véhicule. La rotation de la sonde au début de la mission permet de calibrer efficacement 2 des 3 axes. L'instrument est commuté automatiquement sur deux échelles de sensibilité (0,7 et 4 γ).
Divers problèmes de sensibilité et de perturbation, notamment dus à la panne des panneaux solaires, affectent la précision des mesures durant le survol mais sont compris et compensés pendant le survol de Vénus.

#### Détecteurs de particules cosmiques

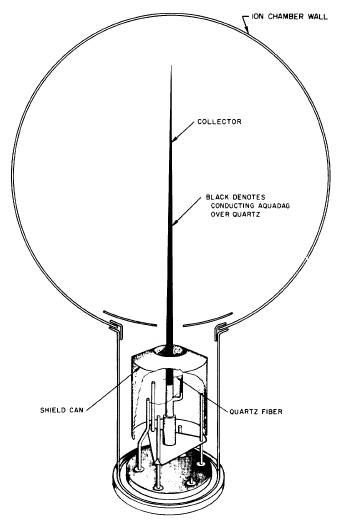
Une coupe de la chambre d'ionisation.

Ce jeu d'instruments complémentaires permet d'observer le rayonnement cosmique, les éruptions solaires et l'éventuelle ceinture de radiations de la planète Vénus lors de son survol.
Le premier détecteur est une chambre d'ionisation de type Neher, elle est constituée d'une sphère métallique contenant un gaz et d'une électrode collectrice. Les particules suffisamment énergétiques pour traverser la paroi métallique ionisent le gaz interne, les ions sont attirés par le collecteur qui annule leur charge. Au bout d'une certaine quantité de décharge, une impulsion recharge le collecteur et est envoyée à la télémétrie.
Les autres détecteurs sont trois compteurs Geiger à blindages différents : deux compteurs standards blindés en acier et béryllium, un compteur plus sensible et unidirectionnel, le modèle Anton 213 fourni par l'université de l'Iowa et qui a déjà servi pour l'étude de la ceinture de Van Allen. Ces trois blindages filtrent différemment les particules (protons et électrons) et permet d'estimer la distribution de leurs énergies.

#### Analyseur de vent solaire

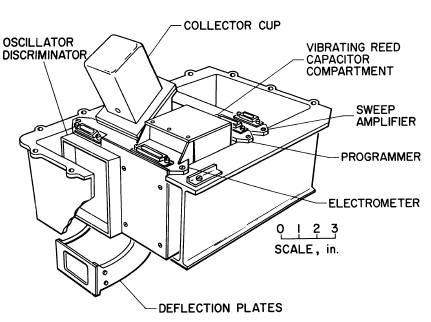
Un analyseur de vent solaire.

Cet instrument détectant les ions positifs portés par le vent solaire permet d'en mesurer le flux et le spectre entre 240 et 8 400 eV.
Les sondes Ranger 1 et 2 ont déjà emporté chacune 6 de ces instruments (pour observer le vent solaire dans les 6 directions spatiales). L'expérience montre que le plasma se propage radialement depuis le Soleil. Cette conclusion permet de n'embarquer qu'un seul instrument à bord des sondes Mariner dont la charge utile vient d'être sévèrement révisée à la baisse.

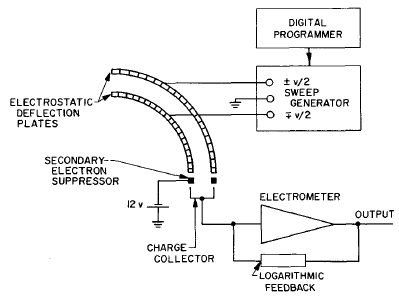
Le principe de fonctionnement du détecteur de poussières cosmiques.

L'instrument se situe dans un des compartiments du châssis et une partie en dépasse pour viser le Soleil. Il est constitué essentiellement de deux plaques en arc de cercle concentriques de 120° formant un canal qui ouvre d'un côté vers la direction observée, soit le Soleil, et qui mène vers un collecteur de Faraday. Quand une tension est appliquée entre les plaques, seules les particules d'une certaine plage d'énergie et d'un certain angle d'incidence parviennent au collecteur par déflexion électrostatique.
Ainsi, en appliquant une tension variable entre les plaques, on observe le spectre du flux de particules. Ce spectre est découpé en 10 canaux parcourus en 3,7 minutes.

#### Détecteur de poussières cosmiques
L'instrument consiste en une plaque de résonance montée dans le sens de la trajectoire de la sonde, sur laquelle un microphone mesure les impulsions acoustiques causées par les collisions de poussières.
Les délais de conception ne permettent pas d'en développer un nouveau, spécifique à cette mission interplanétaire. C'est donc en grande partie la conception du détecteur des sondes Ranger (missions en espace cislunaire) qui est utilisée. Les performances du détecteur se détériorent avant le survol, probablement à cause d'une surchauffe de l'instrument.

#### Expérience de mécanique céleste
Expérience de mécanique céleste (Celestial Mechanics Experiment), les données de suivi du Deep Space Network (DSN) de la sonde Mariner 2 sont utilisées pour obtenir de meilleures mesures des masses de Vénus et de la Lune, l'unité astronomique, ainsi que des éphémérides améliorées de la Terre et de Vénus. L'expérience utilise l'équipement récepteur et émetteur embarqué conjointement avec l'équipement du DSN pour obtenir des mesures Doppler. Les données sont obtenues à intervalles de 12 heures du 5 septembre au 14 décembre 1962, à intervalles de 1 heure jusqu'au 16 décembre 1962, puis à nouveau à intervalles de 12 heures jusqu'au 4 janvier 1963.

## Déroulement de la mission

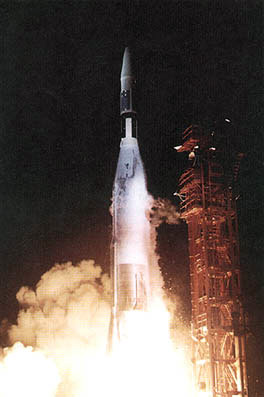
Le lancement de la sonde Mariner 2.

Les sondes Mariner 1 et Mariner 2 doivent être lancées à 24 jours d'intervalle sur des trajectoires telles qu'elles auraient survolé la planète Vénus avec seulement 3 à 14 jours d'écart.
La sonde de la NASA Mariner 2 est lancée 36 jours seulement après la défaillance de la sonde Mariner 1. Après plusieurs interruptions mineures du compte à rebours, le décollage de Mariner 2 a lieu le 27 août 1962 à 06 h 53 TU depuis l'aire de lancement LC-12 de la base de lancement de Cap Canaveral. Après le lancement et la fin du premier allumage de l'étage Agena B, Agena B-Mariner 2 se trouve sur une orbite terrestre d'attente à 118 km d'altitude. Le deuxième allumage de l'étage Agena B environ 980 secondes plus tard, suivi de la séparation Agena B-Mariner 2, qui injecte la sonde spatiale Mariner 2 sur une orbite de transfert héliocentrique, 26 minutes et 03 secondes après le décollage, à 07 h 19 TU. Mariner 2 s'éloigne grâce à ses réserves d'ergols pour que sa luminosité de l'étage Agena B ne trompe pas les capteurs optiques d'orientation de la sonde.
L'extension des panneaux solaires est terminée environ 44 minutes après le lancement. Une heure après le lancement, la sonde est déployée et correctement orientée vers le Soleil et la Terre. Dix heures après le lancement, les premiers calculs télémétriques indiquent qu'elle doit alors passer à environ 380 000 km de la face cachée de Vénus. Le 29 août 1962, les expériences scientifiques pour la trajectoire de croisière sont activées.

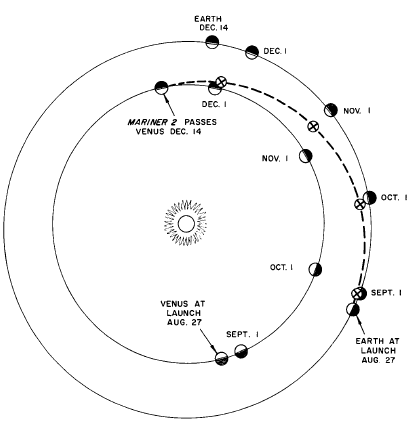
La trajectoire de la sonde Mariner 2.

Le niveau d'illumination du pointeur vers la Terre est trop faible ; on le soupçonne d'être pointé sur la Lune, ce qui impose de retarder d'un jour la manœuvre de correction de trajectoire. Elle est donc effectuée dans la nuit du 4 au 5 septembre à 2,4 millions de km de la Terre. La manœuvre de correction de trajectoire à mi-parcours commence le 4 septembre à 22 h 49 TU et se termine à 02 h 45 min 25 s le 5 septembre. Cette opération dure près de 4 heures pour seulement 28 secondes d'allumage, elle ajuste l'altitude du survol prévue à 41 000 km du centre de la planète, du côté éclairé. Ce résultat est moyennement satisfaisant car c'est la distance de 16 000 km qui était visée, la cause en est un excès de 5 km/h dans la vitesse finale de la sonde.
La trajectoire de croisière de la sonde est suivie presque 24 heures sur 24 par des stations de poursuite écartée 120° de longitude l'une de l'autre : l'antenne de Goldstone en Californie, de Johannesbourg en Afrique du Sud et de Woomera en Australie. Elle n'est perturbée que par des incidents qui finalement ne compromettent pas la mission.
Le 8 septembre à 17 h 50 TU, la sonde perd subitement son contrôle d'attitude qui est rétabli par les gyroscopes 3 minutes plus tard, soit une probable collision avec une petite micrométéorite désoriente la sonde. Le pointeur terrestre s'avère trop faiblement illuminé et on prévoit alors que le verrouillage sera perdu entre le 10 et le 15 octobre. Tandis qu'un plan d'urgence est mis sur pied, le même phénomène se reproduit (impact probable, perte et rétablissement de l'orientation), à l'issue duquel le pointeur fonctionne à nouveau normalement. On attribue ce dysfonctionnement temporaire à l'encrassement du capteur par une poussière issue du premier impact.
Du 31 octobre au 8 novembre 1962, la production d'un des panneaux solaires se détériore brutalement et les instruments scientifiques de trajectoire sont éteints, pour ne pas surcharger le panneau valide. Les essais sur la réplique au sol attribuent cette défaillance à un court-circuit à travers l'isolation en mylar (polytéréphtalate d'éthylène) séparant les cellules de leur support. Huit jours plus tard, le panneau reprend ses fonctions normales et les instruments sont rallumés. Le panneau tombe en panne de manière permanente le 15 novembre. La sonde Mariner 2 est suffisamment proche du Soleil pour qu'un seul panneau puisse assumer le fonctionnement des instruments jusqu'à la fin de la mission, en fournissant une alimentation adéquate.
Le 26 novembre, à 36,2 millions de kilomètres de la Terre, la sonde bat le record de distance de communications. À deux jours du survol, on découvre que l'ordinateur embarqué pilotant les opérations serait incapable de commuter le fonctionnement dans le mode approprié, probablement à cause de la surchauffe. Heureusement, il est prévu de suppléer les fonctions essentielles par télécommande, ce qui est fait depuis l'antenne de Goldstone, six heures avant le survol.
Le 14 décembre, les radiomètres sont allumés, mais la plupart des équipements de la sonde dépassent de 25 °C les températures prédites. La sonde Mariner 2 approche de Vénus à 30° au-dessus de la face cachée de la planète et passe au-dessous de la planète à sa plus proche distance de 34 854 km de la surface de Vénus à 19 h 59 min 28 s TU le 14 décembre 1962. Lors du survol, un tiers des capteurs sont saturés, le pointeur solaire et l'accumulateur sont au-delà de leur limite de conception, mais fonctionnent toujours. La phase de survol dure sept heures, à la vitesse de 6,743 km/s. Après le survol, le mode croisière reprend. Le passage à proximité de la planète dévie l'orbite héliocentrique de la sonde d'environ 40°. Le périhélie de l’engin spatial a lieu le 27 décembre à une distance de 105 464 560 km du Soleil. Après le survol, la qualité des messages de la sonde se dégrade progressivement. La dernière transmission de Mariner 2 est reçue le 3 janvier 1963 à 07 h 00 TU, heure à laquelle la sonde est à 86,68 millions de kilomètres de la Terre, un nouveau record de distance pour une sonde dans l'espace. Mariner 2 reste en orbite héliocentrique. 
Lors du Tournoi de la parade des roses (Rose Parade), le 1er janvier 1963 (nouvel an) à Pasadena (siège du JPL), un char à l'effigie de la sonde Mariner 2 commémore ce survol. Sur la base des derniers éléments orbitaux connus, deux reprises de contact sont tentées par la station de Goldstone les 28 mai et 16 août 1963, sans succès. La sonde conserve toujours l’honneur d'être la toute première mission planétaire dans le domaine des sciences planétaires.

## Résultats
En plus des retours scientifiques, la mission fournit une expérience technique en matière de missions interplanétaires qui oriente les choix de conception des autres sondes Mariner.
Le bon déroulement prouve l'efficacité du réseau mondial de stations de poursuite DSIF (Deep Space Instrumentation Facility) de la NASA. Cela démontre aussi que la qualité des télécommunications à grande distance peuvent être assurée avec une émission de seulement trois watts de puissance.
Malgré la piètre distance de survol, on conforte le choix de ne faire qu'une manœuvre de correction plutôt que de s'encombrer d'un dispositif d'autoguidage.
Plusieurs années seront nécessaires pour l'interprétation des 11 millions de mesures brutes envoyées par la sonde Mariner 2. Les conclusions permettent de discriminer les nombreuses théories en cours sur le milieu interplanétaire et l'environnement de la planète Vénus. Les découvertes scientifiques effectuées par Mariner 2 comprennent une vitesse de rotation rétrograde lente pour Vénus, des températures de surface chaudes et des pressions de surface élevées, une atmosphère principalement constituée de dioxyde de carbone, une couverture nuageuse continue à une altitude maximale de 60 km.
Les radiomètres, en particulier, peuvent effectuer cinq balayages du côté nocturne de la planète, huit à travers le terminateur, et cinq du côté éclairé par le Soleil. Les données renvoyées impliquent qu'il n'y a pas de différence de température significative sur Vénus : les lectures du radiomètre micro-onde de Mariner 2 indiquent des températures de 216 °C (côté obscur) à 237 °C (du côté éclairé). Mariner 2 découvre également qu'il existe une couche nuageuse dense s'étendant de 56 à 80 kilomètres au-dessus de la surface. Le véhicule spatial ne détecte aucun champ magnétique planétaire perceptible, ce qui s’explique en partie par la grande distance qui sépare la sonde spatiale de la planète Vénus.

### Milieu interplanétaire
Le magnétomètre montre la présence d'un champ magnétique solaire et indique son intensité et sa structure spiralée. Cette structure a été prédite par Eugene Parker d'après l'interaction du champ magnétique solaire et du flux radial des particules chargées.
Le détecteur de plasma fournit 40 000 spectres avec lesquels on peut calculer la vitesse du plasma, et sa température moyenne de 1,5 × 105 K. Les variations de température ne peuvent pas être corrélées avec des phénomènes observables sur la surface du Soleil.
La proportion protons/particules α contenues dans le vent solaire est également mesurée, on note qu'elle ne varie pas avec les fluctuations de sa température. Cette observation permet d'attribuer les variations de température à l'interaction du vent solaire avec le champ magnétique fluctuant et non à un phénomène de relaxation de température par collision entre les particules. Cette conclusion conforte le modèle de Parker de convection supersonique avec une température coronale de un à deux millions de degrés Celsius,. Il est également démontré que dans le milieu interplanétaire, le vent solaire souffle en continu.
Le rayonnement cosmique est déjà observé avant Mariner 2 par des détecteurs embarqués sur ballon-sonde, ou indirectement par le détecteur de neutrons de Deep River. Les mesures faites par Mariner 2, comparées à celles obtenues sur Terre révèlent l'atténuation de la densité du rayonnement d'origine galactique vers le cœur du Système solaire. On met aussi en évidence l'existence de particules piégées dans le champ magnétique solaire.
La sonde rencontre plusieurs perturbations de l'activité solaire, dont une éruption solaire de classe B le 23 octobre 1962. Ces phénomènes sont également observés sur Terre sous forme d'orages magnétiques avec un retard dû à la différence de proximité du Soleil. La corrélation entre les ondes de choc du vent solaire et l'activité magnétosphérique terrestre devint alors une certitude (on s'en doutait déjà vu la périodicité de 27 jours de ces variations, correspondant à une rotation solaire).
Un des objectifs de ces expériences est d'évaluer les effets de l'environnement spatial sur les astronautes. La sonde reçoit durant sa mission une irradiation de trois röntgens, ce qui aurait été supportable pour une mission habitée. Cependant, la mission se déroule pendant une période de moindre activité solaire.
Le détecteur de poussières cosmiques ne mesure que deux impacts significatifs durant le survol, indiquant ainsi une densité 10 000 fois inférieure à celle du voisinage de la Terre.

### Vénus et son voisinage
La température de Vénus est à l'époque sujette à controverses tant le manque de précision des observations terrestres en ondes radio et infrarouge permette des interprétations contradictoires. Les partisans d'une planète Vénus froide invoquent entre autres la présence d'une ionosphère électroniquement très dense, dont le rayonnement donne l'illusion d'une température planétaire élevée. Cette théorie doit être étayée par l'observation d'un éclaircissement centre-bord.

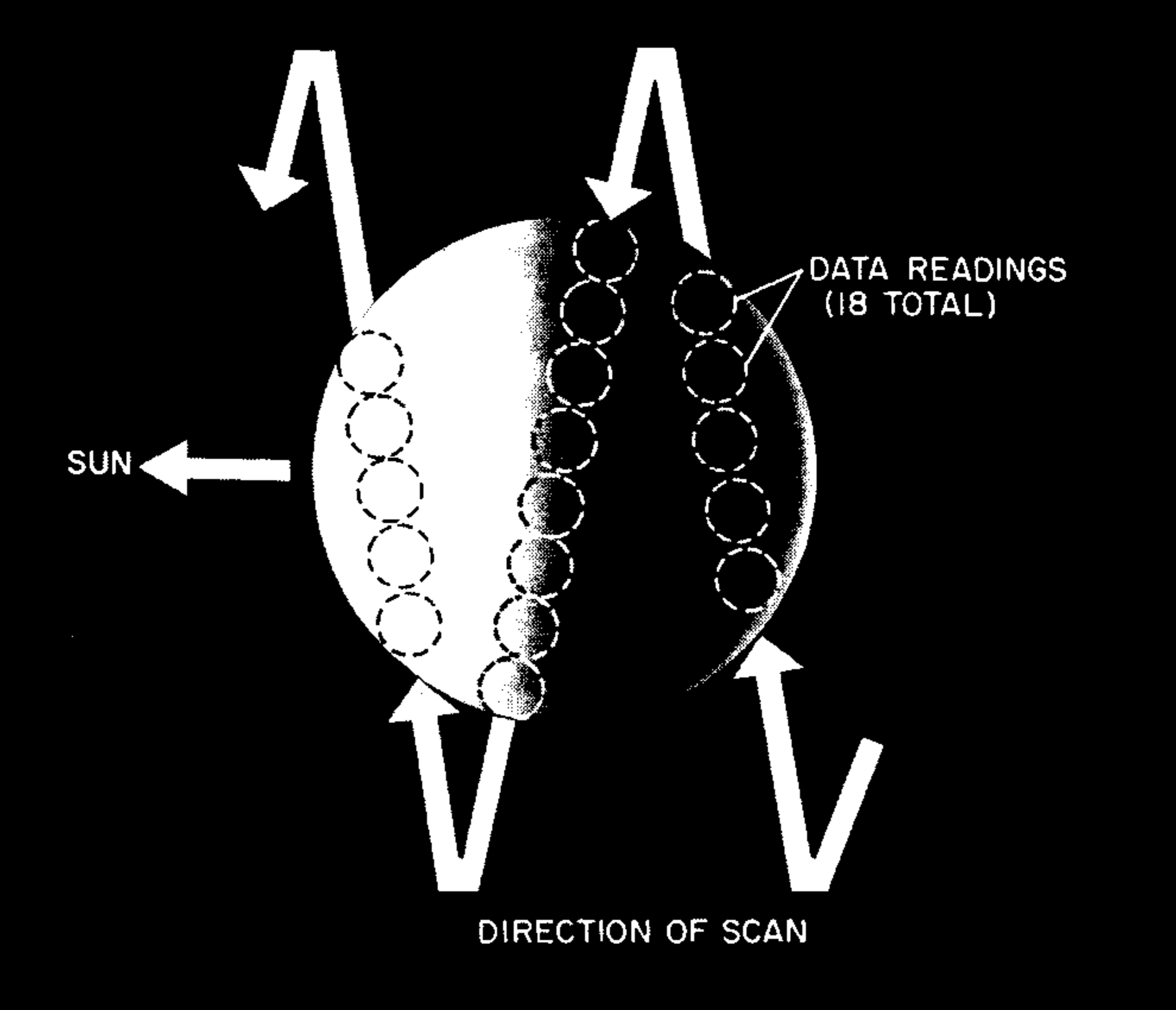
Les balayages radiométriques effectués par la sonde Mariner 2.

L'observation radiométrique de Vénus constitue logiquement l'objectif primaire de la mission. Malgré le dysfonctionnement du système de balayage, trois passes sont obtenues et par chance sur la face cachée, le terminateur et la face éclairée. Ils montrent un indiscutable assombrissement centre-bord et mettent fin aux conjectures en attribuant formellement l'intense émission centimétrique de la planète aux 700 K régnant à sa surface, tandis que le sommet de l'épaisse couche nuageuse est à 250 K. On découvre également que l'atmosphère ne contient que de très faibles traces d'eau (moins de 1/1000 de la Terre), ne présente vraisemblablement aucune trouée et on observe un point froid correspondant sûrement à une montagne sous-jacente.
La sonde ne détecte sur sa trajectoire, ni champ magnétique mesurable, ni particules piégées, ni déflexion du plasma solaire. Compte tenu de la distance du survol, il en est déduit que le moment magnétique de la planète Vénus est au plus égal à 1/10 de celui de la Terre.
L'absence de détection de poussière laisse supposer que leur concentration est plus de 5 000 fois inférieure à celle à proximité de la Terre. Cette proportion conforte la théorie qui attribue l'origine des poussières proches essentiellement aux impacts d'objets hypervéloces sur la Lune.

### Mécanique céleste
Grâce à une horloge atomique installée à Goldstone, la vitesse de la sonde peut être suivie par effet Doppler aller-retour avec une précision de 0,5 cm/s. L'interprétation des variations fines de cette vitesse permet d'améliorer la précision avec laquelle on connaissait alors certaines caractéristiques du Système solaire.
La masse de Vénus est connue à 0,5 % près grâce à des décennies d'observation de son influence sur les autres corps célestes. La déviation de la sonde permet d'abaisser cette incertitude à 0,005 %.
En mesurant la part d'effet Doppler due à la rotation de la Terre, la position de la station de Goldstone, alors connue à 90 mètres près, peut être établie avec une nouvelle précision de 18 mètres
Le même raisonnement appliqué à la rotation du centre de la Terre autour du barycentre Terre-Lune permet également d'améliorer la connaissance de la masse de la Lune.
De même, l'unité astronomique est améliorée. La mission contribue à expliquer la différence de 80 000 km entre l'unité astronomique calculée par observation optique et celle par observation radar.